# Casstown, Ohio
Casstown là một làng thuộc quận Miami, tiểu bang Ohio, Hoa Kỳ. Năm 2010, dân số của làng này là 267 người.

## Dân số
- Dân số năm 2000: 322 người.
- Dân số năm 2010: 267 người.